# 타타르스탄 공화국

타타르 자치 소비에트 사회주의 공화국 수립 100주년 기념 슬로건

타타르스탄 공식적으로 타타르스탄 공화국, 때때로 타타리아,는 동유럽에 위치한 러시아의 공화국이다. 볼가 연방관구의 일부이며, 수도이자 가장 큰 도시는 러시아의 중요한 문화 중심지인 카잔이다. 이 지역의 주요 부의 원천은 강력한 석유화학 산업을 갖춘 석유다.
이 공화국은 키로프, 울리야놉스크, 사마라, 오렌부르크의 주와 마리옐, 우드무르티야, 추바시야, 바시코르토스탄 공화국과 접한다.  공화국의 면적은 68,000 제곱킬로미터 (26,000 mi2)로, 국가 총 표면의 0.4%를 차지한다. 2021년 인구 조사 기준으로 타타르스탄의 인구는 4,004,809명이다.
타타르스탄은 동쪽에 위치한 러시아 공화국인 바시코르토스탄과 강력한 문화적, 언어적, 민족적 유대 관계를 맺고 있다.
공화국의 공식 언어는 타타르어와 러시아어다.

## 어원
"타타르스탄"은 민족 집단의 이름인 타타르과 페르시아어 접미사 '스탄'(많은 유라시아 국가에서 공통적으로 사용되는 어사인 "국가" 또는 "나라"를 의미함)에서 유래했다. 러시아어 이름의 또 다른 버전은 "Татария"(Tatariya)로, 소련 통치 기간 동안 "타타르 자치 소비에트 사회주의 공화국"과 함께 공식화되었다.
터키어 출처에서는 "타타르스탄"이라는 형태를 사용하고, 타타르어로는 가끔 "타타르스탄"(Татарыстан)으로 나타난다.

## 지리

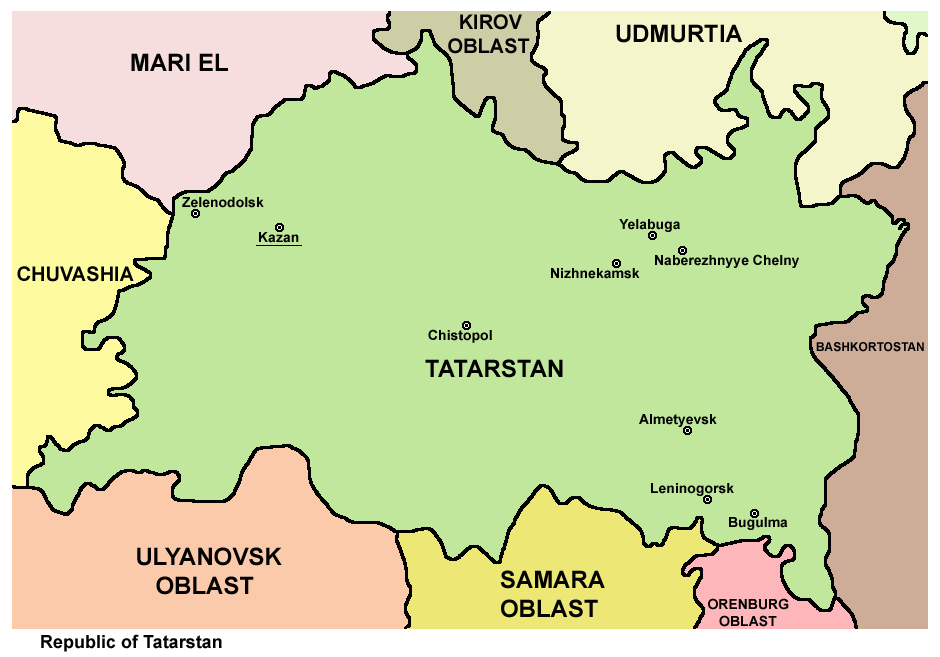
타타르스탄 공화국의 지도

공화국은 동유럽 평야의 중심에 위치하고 있으며, 모스크바에서 동쪽으로 약 800 킬로미터 (500 mi) 떨어져 있다. 볼가강과 카마강(볼가강의 지류) 사이에 있으며, 동쪽으로 우랄산맥까지 뻗어 있다.
참나무는 전체 면적의 87%를 차지하는 우점적인 수종이며, 그 다음으로 아스펜, 린든, 자작나무, 소나무가 뒤를 잇다. 총 산림 면적은 지난 300년 동안 51.2%에서 17.1%로 감소했다.
볼가카마 자연 보호 구역은 타타르스탄에 위치한다.

### 시간대
모스크바 시간 (MSK/MSD)에 접해 있다. UTC와의 시차는 +0300 (MSK)/+0400 (MSD)이다.

### 강
- 벨라야강
- 이크강
- 카마강
- 볼가강
- 뱌트카강
- 아랴강이 추바시 공화국의 우르마르스키 군과 타타르스탄 공화국을 통과해서 흐른다.

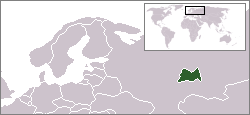
러시아 타타르 공화국의 위치

### 호수
가장 큰 호수는 카반호이다.

### 천연자원
타타르스탄에는 기름, 천연자원 등이 있다.

### 기후
기후는 대륙성 기후를 띠고 있다. 가끔 이곳에 가뭄이 들기도 한다.
- 1월 기온: -16 °C
- 7월 기온: +19 °C
- 강수량: up to 500 mm

## 행정 구역
참조: 타타르스탄공화국의 행정 구역.
- 아그리스키 군(Агрызский район, 타타르어: Ägerce rayonı/Әгерҗе районы)
- 악수바예프스키 군(Аксубаевский район, 타타르어: Aqsubay rayonı/Аксубай районы)
- 악타니시스키 군(Актанышский район, 타타르어: Aqtanış rayonı/Актаныш районы)
- 알렉세예프스키 군(Алексеевский район, 타타르어: Alekseyevski rayonı/Алексеевски районы)
- 알케예프스키 군(Алькеевский район, 타타르어: Älki rayonı/Әлки районы)
- 알메티예프스키 군(Альметьевский район, 타타르어: Älmät rayonı/Әлмәт районы)
- 아파스토프스키 군(Апастовский район, 타타르어: Apas rayonı/Апас районы)
- 아르스키 군(Арский район, 타타르어: Arça rayonı/Арча районы)
- 아즈나카예프스키 군(Азнакаевский район, Aznaqay rayonı/Азнакай районы)
- 아트닌스키 군(Атнинский район, 타타르어: Ätnä rayonı/Әтнә районы)
- 발타신스키 군(Балтасинский район, 타타르어: Baltaç rayonı/Балтач районы)
- 바블린스키 군(Бавлинский район, 타타르어: Bawlı rayonı/Бавлы районы)
- 부굴민스키 군(Бугульминский район, 타타르어: Bögelmä rayonı/Бөгелмә районы)
- 부인스키 군(Буинский район, 타타르어: Bua rayonı/Буа районы)
- 드로즈자노프스키 군(Дрожжановский район, 타타르어: Çüpräle rayonı/Чүпрәле районы)
- 옐라부시스키 군(Елабужский район, 타타르어: Alabuğa rayonı/Алабуга районы)
- 유타진스키 군(Ютазинский район, 타타르어: Yutazı rayonı/Ютазы районы)
- 카이비츠키 군(Кайбицкий район, 타타르어: Qaybıç rayonı/Кайбыч районы)
- 캄스코우스틴스키 군(Камско-Устьинский район, 타타르어: Kama Tamağı rayonı/Кама Тамагы районы)
- 쿠크모르스키 군(Кукморский район, 타타르어: Kukmara rayonı/Кукмара районы)
- 라이셰프스키 군(Лаишевский район, 타타르어: Layış rayonı/Лаеш районы)
- 레니노고르스키 군(Лениногорский район, 타타르어: Leninogorsk rayonı/Лениногорск районы)
- 마마디시스키 군(Мамадышский район, 타타르어: Mamadış rayonı/Мамадыш районы)
- 멘델레예프스키 군(Менделеевский район, 타타르어: Mendeleyev rayonı/Менделеев районы)
- 멘젤린스키 군(Мензелинский район, 타타르어: Minzälä rayonı/Минзәлә районы)
- 무슬류모프스키 군(Муслюмовский район, 타타르어: Möslim rayonı/Мөслим районы)
- 니즈네캄스키 군(Нижнекамский район, 타타르어: Tübän Kama rayonı/Түбән Кама районы)
- 노보시민스키 군(Новошешминский район, 타타르어: Yaña Çişma rayonı/Яңа Чишмә районы)
- 누를라츠키 군(Нурлатский район, 타타르어: Norlat rayonı/Норлат районы)
- 페스트레친스키 군(Пестречинский район, 타타르어: Piträç rayonı/Питрәч районы)
- 리브노슬로보츠키 군(Рыбно-Слободский район, 타타르어: Balıq Bistäse rayonı/Балык Бистәсе районы)
- 사빈스키 군(Сабинский район, 타타르어: Saba rayonı/Саба районы)
- 사르마노프스키 군(Сармановский район, 타타르어: Sarman rayonı/Сарман районы)
- 스파스키군(Спасский район, 타타르어: Spass rayonı/Спасс районы)
- 자인스키 군(Заинский район, 타타르어: Zäy rayonı/Зәй районы)
- 젤레노돌스키 군(Зеленодольский район, 타타르어: Yäşel Üzän rayonı/Яшел Үзән районы)
- 테튜시스키 군(Тетюшский район, 타타르어: Täteş rayonı/Тәтеш районы)
- 튤랴친스키 군(Тюлячинский район, 타타르어: Teläçe rayonı/Теләче районы)
- 체렘샨스키 군(Черемшанский район, 타타르어: Çirmeşän rayonı/Чирмешән районы)
- 치스토폴스키 군(Чистопольский район, 타타르어: Çistay rayonı/Чистай районы)
- 투카예프스키 군(Тукаевский район, 타타르어: Tuqay rayonı/Тукай районы)
- 베르흐네우슬론스키 군(Верхнеуслонский район, 타타르어: Yuğarı Oslan rayonı/Югары Ослан районы)
- 비소코고르스키 군(Высокогорский район, 타타르어: Biektaw rayonı/Биектау районы)

## 주민
타타르인(51.3%), 러시아인(41%), 추바시인(3%), 우크라이나인(0.6%)이 거주하고 있다. 모르드바인, 우드무르트인, 마리인, 바시키르인도 타타르스탄에 거주한다.
공식 언어는 타타르어와 러시아어이다. 2002년 러시아 연방법에 따르면 공식문자는 키릴 문자를 쓰고 있다. 인구는 377만 9,265명(2002년)이다.
| 연도                | 인구      | ±%     |
| ------------------- | --------- | ------ |
| 1926                | 2,585,036 | —      |
| 1959                | 2,850,417 | +10.3% |
| 1970                | 3,131,238 | +9.9%  |
| 1979                | 3,435,644 | +9.7%  |
| 1989                | 3,647,809 | +6.2%  |
| 2002                | 3,779,265 | +3.6%  |
| 2010                | 3,786,488 | +0.2%  |
| 2021                | 4,004,809 | +5.8%  |
| Source: Census data |           |        |

## 역사
타타르인들은 카잔 땅에 카잔 한국을 세웠고 이슬람교를 믿으며 살아왔다. 킵챠크 칸국을 섬기던 모스크바 대공국은 킵챠크 칸국의 공주와의 결혼과 칸으로 임명된 것을 표방하여 카잔 한국의 타타르인들은 모두 모스크바 대공국의 귀족과 군인으로 편입됐다. 일부 타타르인들은 정교로 개종하여, 크리아센(Kriashens)이라는 하위민족을 이루게 되나, 대부분의 타타르인들은 개종을 거부하였다. 이슬람 세력의 타타르인들은 모스크바 대공국에서 세력을 길러 러시아 제국 때 막강한 군인 세력으로 등장한다. 현재의 타타르스탄공화국은 1920년 5월 27일 소비에트 연방의 자치 공화국으로 성립되었다. 1990년 8월 31일 주권선언을 한 타타르 공화국은 체첸을 제외하면, 1992년 연방조약을 거부한 유일한 공화국이다. 당시 공화국 대통령 민티메르 샤이미예프는 1994년에 연방 정부로부터 많은 권리를 얻어내는데 성공하여, 석유자원 및 산업시설에 에 대한 완전한 소유권·대부분의 세입에 대한 권리·독자적인 대외 무역 정책을 추진할 권리 등을 얻어냈다. 이 협약은 다른 공화국들을 계몽해 공화국들이 연방정부에게서 권리를 되찾는 시발점이 되었다.

### 교통
교통은 다른 지역들에 비해서 꽤 괜찮은 편이라 관광으로 이곳에 방문했을 때 큰 어려움은 없을 것이다.
허나 러시아어를 충분히 숙지하고 가길 바란다.

## 교육
카잔연방대학교, 카잔 의학대학교, 카잔 기술대학교, 러시아 이슬람대학교가 카잔에 위치해 있다.

## 종교
거의 대부분이 수니파 이슬람교를 믿으나 께레셴(Keräşen)이라는 하위민족은 러시아 정교회를 믿는다.

## 관광
카잔쪽에 파란 모스크가 매우 유명한데 카잔을 방문한다면은 그곳을 무조건적으로 한번 방문하길 바란다.

## 같이 보기
- 타타르인
- 유명한 타타르인 목록